# عشب الربيع الرشيق
عشب الربيع الرشيق (الاسم العلمي:Anthoxanthum gracile) هو نوع من النباتات يتبع جنس عشب الربيع من الفصيلة النجيلية.